# Копчик (річка)
Копчик — річка  в Україні, у Яремчанській місьраді Івано-Франківської області, ліва притока  Прутця Чемигівського (басейн Дунаю).

## Опис
Довжина річки приблизно 4 км.Формується з багатьох безіменних струмків.  

## Розташування
Бере  початок між 2 безіменними вершинами. Тече переважно на північний схід і у селі Микуличин впадає у Прутець Чемигівський, праву притоку Пруту.